# Ctimene synestia
Ctimene synestia là một loài bướm đêm trong họ Geometridae.